# Obarza
Obarza là một chi bướm đêm thuộc họ Noctuidae.